# Geronimo (canción de Sheppard)
«Geronimo» es el segundo sencillo lanzado por la banda australiana de indie pop Sheppard. "Gerónimo" fue escrito por tres de los miembros de la banda, Jay, George y Amy, y producido por Stuart Stuart en Analog Heart Studios. Es el primer sencillo en el número uno que se haya registrado en Brisbane y alcanzó el número uno en la lista de singles de Australia en abril de 2014. Después de haber estado en el Top durante tres semanas, la canción se convirtió en la estancia más larga en la cima de las listas para un artista australiano o banda desde "Battle Scars" de Guy Sebastian en agosto de 2012. "Geronimo" también logró la estancia más larga en el número uno en la lista de éxitos musicales de Australia de cualquier lanzamiento independiente.
El título de la canción es una referencia al famoso líder militar apache Geronimo, y la costumbre de gritar su nombre antes de hacer un acto de valentía. También es una referencia a la cita de Undécimo Doctor, "Geronimo!" en el drama popular británico Doctor Who. "Geronimo" fue certificado 6× Platino en Australia. También apareció como el tema del tráiler de la película de 2015 Paper Planes y aparece en la película del mismo año, Alvin and the Chipmunks: The Road Chip y forma parte de su banda sonora. También se utilizó brevemente en Alpha and Omega: The Legend of the Saw Tooth Cave Saw, Underdogs y Norm of the North.. Sheppard interpretó la canción en el episodio 13 de la segunda temporada de la serie de televisión Girl Meets World, llamado "Girl Meets Semi-Formal", que se emitió en el canal de Disney el 14 de agosto de 2015. La canción fue un "éxito durmiente" en los Estados Unidos y ha alcanzado su punto máximo en el número 53.

## Composición
"Geronimo" está escrito en la tonalidad de sol mayor, con un tempo de 136 latidos por minuto.

## Video musical
En la versión oficial del video, una versión similar a Frankenstein de Geronimo aparece, como el motivo central, y se muestra como la creación secreta de un grupo de rebeldes. El vídeo incorpora muchos trajes y accesorios hechos de cartón. El vídeo cuenta la historia de una rebelión y de dos amantes asoladas por la guerra (uno interpretado por el vocalista George Sheppard). Los miembros de Sheppard dan vida a una criatura de Frankenstein similar, basado en la verdadera historia de Geronimo, para ayudar a su ejército en la rebelión. En medio del caos, los dos amantes se reúnen y comparten un beso. 

## Lista de Sencillos
- Descarga Digital[12]
  1. "Geronimo" – 3:37
- Remixes (US Descarga Digital)[13]
  1. "Geronimo" – 3:38
  2. "Geronimo" (Benny Benassi Remix) – 4:30
  3. "Geronimo" (Matoma Remix) – 3:32
  4. "Geronimo" (D-wayne Remix) – 4:57

## Listas
| Lista (2014–15)                             | Mejor posición |
| ------------------------------------------- | -------------- |
| Australia (ARIA)                            | 1              |
| Austria (Ö3 Austria Top 40)                 | 3              |
| Bélgica (Flandes) (Ultratop 50)             | 9              |
| Bélgica (Valonia) (Ultratip Bubbling Under) | 11             |
| Canadá (Canadian Hot 100)                   | 74             |
| República Checa (Rádio Top 100)             | 1              |
| Alemania (Media Control AG)                 | 3              |
| Irlanda (IRMA)                              | 38             |
| Italy (FIMI)                                | 3              |
| México (Monitor Latino)                     | 8              |
| Países Bajos (Dutch Top 40)                 | 4              |
| Países Bajos (Mega Single Top 100)          | 10             |
| Nueva Zelanda (Recorded Music NZ)           | 8              |
| Polonia (Polish Airplay Top 100)            | 2              |
| Eslovaquia (Rádio Top 100)                  | 8              |
| España (Top 100 Canciones)                  | 27             |
| Suecia (Sverigetopplistan)                  | 8              |
| Suiza (Schweizer Hitparade)                 | 15             |
| Reino Unido (UK Singles Chart)              | 36             |
| Estados Unidos (Billboard Hot 100)          | 53             |
| Estados Unidos (Adult Contemporary)         | 25             |
| Estados Unidos (Adult Top 40)               | 10             |
| Estados Unidos (Mainstream Top 40)          | 26             |

| Lista (2014)                     | Posición |
| -------------------------------- | -------- |
| Australia (ARIA)                 | 4        |
| Germany (Official German Charts) | 42       |
| Italy (FIMI)                     | 26       |
| New Zealand (Recorded Music NZ)  | 37       |
| Poland (ZPAV)                    | 33       |
| Lista (2015)                     | Posición |
| Italy (FIMI)                     | 89       |

## Certificaciones
| Territorio     | Organismo certificador | Certificación | Ventas certificadas | Simbolización | Ref.   |        |        |        |
| Europa         | Europa                 | Europa        | Europa              | Europa        | Europa | Europa | Europa | Europa |
| -------------- | ---------------------- | ------------- | ------------------- | ------------- | ------ | ------ | ------ | ------ |
| Austria        | IFPI Austria           | Oro           | 15,000x             | —             | [ 44 ] |        |        |        |
| Alemania       | BVMI                   | Oro           | 200,000^            | —             | [ 45 ] |        |        |        |
| Italia         | IFPI                   | 2x Platino    | 60,000*             |               | [ 46 ] |        |        |        |
| América        |                        |               |                     |               |        |        |        |        |
| Estados Unidos | RIAA                   | Platino       | 1,000,000*          | —             | [ 47 ] |        |        |        |
| Australia      |                        |               |                     |               |        |        |        |        |
| Australia      | ARIA                   | 5xPlatino     | 350,000^            | —             | [ 48 ] |        |        |        |
| Nueva Zelanda  | RIANZ                  | Platino       | 15,000*             | —             | [ 49 ] |        |        |        |